# 小行星6245
小行星6245（英語：6245 Ikufumi）是一颗围绕太阳公转的小行星。1990年9月27日，浦田武在清水町发现了此天体。
这颗小行星的绝对星等为52.03235792021137等。